# Blake Hillman
Blake Hillman, född 26 januari 1996, är en amerikansk professionell ishockeyback som spelar för Chicago Blackhawks i National Hockey League (NHL). Han har tidigare spelat på lägre nivåer för Denver Pioneers (University of Denver) i National Collegiate Athletic Association (NCAA) och Dubuque Fighting Saints och Waterloo Black Hawks i United States Hockey League (USHL).
Hillman draftades i sjätte rundan i 2016 års draft av Chicago Blackhawks som 173:e spelare totalt.

## Statistik
| 2011–2012   | Elk River High School   |             | 25  | 2 | 4  | 6  | 8  | 2 | 0 | 0 | 0 | 0 |
| 2012–2013   | Elk River High School   |             | 24  | 2 | 12 | 14 | 8  | 2 | 0 | 2 | 2 | 2 |
| 2013–2014   | Dubuque Fighting Saints | USHL        | 57  | 3 | 10 | 13 | 24 | 7 | 0 | 0 | 0 | 0 |
| 2014–2015   | Dubuque Fighting Saints | USHL        | 42  | 3 | 8  | 11 | 12 | — | — | — | — | — |
|             | Waterloo Black Hawks    | USHL        | 13  | 0 | 7  | 7  | 6  | — | — | — | — | — |
| 2015–2016   | Denver Pioneers         | NCAA        | 39  | 3 | 8  | 11 | 14 | — | — | — | — | — |
| 2016–2017   | Denver Pioneers         | NCAA        | 43  | 1 | 7  | 8  | 18 | — | — | — | — | — |
| 2017–2018   | Chicago Blackhawks      | NHL         | 1   | 0 | 0  | 0  | 0  | — | — | — | — | — |
|             | Denver Pioneers         | NCAA        | 41  | 3 | 9  | 12 | 52 | — | — | — | — | — |
| NHL totalt  | NHL totalt              | NHL totalt  | 1   | 0 | 0  | 0  | 0  | — | — | — | — | — |
| NCAA totalt | NCAA totalt             | NCAA totalt | 123 | 7 | 24 | 31 | 84 | — | — | — | — | — |
| USHL totalt | USHL totalt             | USHL totalt | 112 | 6 | 25 | 31 | 42 | 7 | 0 | 0 | 0 | 0 |